# Katar (berg)
Katar (armeniska: Կատար), är ett berg i Armenien. Det ligger i provinsen Siunik, i den sydöstra delen av landet, 180 kilometer sydost om huvudstaden Jerevan. Toppen på Katar är 3 012 meter över havet, eller 297 meter över den omgivande terrängen. Bredden vid basen är 6,8 km.
Terrängen runt Katar är bergig åt sydväst, men åt nordost är den kuperad. Närmaste större samhälle är Kapan, 12,4 kilometer sydost om Katar. 
I omgivningarna runt Katar växer i huvudsak blandskog. Runt Katar är det ganska glesbefolkat, med 42 invånare per kvadratkilometer.